# Phare de Hólmsberg
Le phare de Hólmsberg (en islandais : Hólmsbergsviti) est situé au nord-ouest de Keflavík, dans la région de Suðurnes.